# 2016年リオデジャネイロオリンピックのイスラエル選手団
2016年リオデジャネイロオリンピックのイスラエル選手団（2016ねんリオデジャネイロオリンピックのイスラエルせんしゅだん）は、2016年8月5日から8月21日にかけてブラジルのリオデジャネイロで開催された2016年リオデジャネイロオリンピックのイスラエル選手団、およびその競技結果。

## 概要
今大会は銅メダル2個、合計2個のメダルを獲得した。
柔道女子63kg級ではヤーデン・ジェルビが銅メダルを獲得した。イスラエル女子選手がオリンピックの柔道競技でメダルを獲得したのは、1992年バルセロナオリンピック女子61kg級でヤエル・アラドが銀メダルを獲得して以来6大会ぶり。

## メダル
| メダル | 選手名             | 競技 | 種目          |
| ------ | ------------------ | ---- | ------------- |
| 銅     | オル・サッソン     | 柔道 | 男子100kg超級 |
| 銅     | ヤーデン・ジェルビ | 柔道 | 女子63kg級    |